# جيمي هولمز (لاعب كرة قدم أمريكي)
جيمي هولمز (بالإنجليزية: Jamie Holmes)‏ (4 أبريل 1983 في الولايات المتحدة - ) هو لاعب كرة قدم أمريكي في مركز الهجوم. لعب مع نيو إنجلاند ريفولوشن وتشارلستون بيتري وRochester Rhinos ‏ وWilmington Hammerheads FC ‏ وReal Maryland F.C. ‏.

## وصلات خارجية
- جيمي هولمز على موقع الدوري الأمريكي (الإنجليزية)
- جيمي هولمز على موقع قاعدة بيانات كرة القدم.إي يو (الإنجليزية)